# Мундт, Теодор

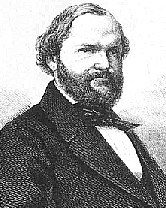

Теодор Мундт (нем. Theodor Mundt; 19 сентября 1808, Потсдам — 30 ноября 1861, Берлин) — немецкий писатель, критик, автор исследований по эстетике и теории литературы. Участник литературного движения «Молодая Германия». Получил образование в Берлинском университете. Позже был профессором истории литературы в Бреславле и Берлине. Был женат на Луизе Мюльбах.

## Произведения
- «Madelon» (1832)
- «Das Duett» (1832)
- «Der Basilisk» (1833)
- «Kritische Wälder» (1833)
- «Moderne Lebenswirren» (1834)
- «Madonna. Unterhaltungen mit einer Heiligen». Написана в 1835 году под влиянием идей сенсимонистов об «эмансипации плоти». Подвергалась цензурным преследованиям.
- «Charlotte Stieglitz. Ein Denkmal» (1835)
- «Kunst der deutschen Prosa» (1837; 2 издание в 1843)
- Роман «Thomas Münzer» (1841; 3 издание в 1860)
- «Geschichte der Litteratur der Gegenwart» (1842; 2 издание в 1853)
- Роман «Carmela oder die Wiedertaufe» (1844)
- «Geschichte der Gesellschaft» (1844; 2 издание в 1856)
- «Ästhetik» (1845; новое издание в 1868)
- «Allgemeine Litteraturgeschichte» (1846; 2 издание в 1848)
- «Die Götterwelt der alten Völker» (1846; 2 издание в 1854)
- Роман «Mendoza, der Vater der Schelmen» (1847)
- «Dramaturgie» (1847)
- «Die Staatsberedsamkeit der neueren Völker» (1848)
- Роман «Die Matadore» (1850)
- «Geschichte der deutschen Stände nach ihrer gesellschaftlichen Entwickelung und politischen Vertretung» (1854)
- Роман «Ein deutscher Herzog» (1855)
- «Kleine Romane» (1857) — сборник мелких повестей.
- Роман «Graf Mirabeau» (1858)
- Роман «Cagliostro in Petersburg» (1858)
- Роман «Robespierre» (1859)
- Роман «Czar Paul» (1861)